# أرت ووكر
أرت ووكر (بالإنجليزية: Art Walker)‏ هو لاعب كرة القدم الكندية أمريكي، ولد في 24 نوفمبر 1933 في ساوث هيفن في الولايات المتحدة، وتوفي في 26 مايو 1973 في ماركيت في الولايات المتحدة.